# MCNLive
MCNLive este o distribuție de Linux bazată pe RPM.

## Legături externe
- MCNLive la DistroWatch